# Secretaria de Relações Institucionais
| Secretaria de Relações Institucionais                      |                                                      |
| Palácio do Planalto, Praça dos Três Poderes www.gov.br/sri |                                                      |
| Criação                                                    | 21 de julho de 2005 1 de janeiro de 2023 (recriação) |
| Extinção                                                   | 7 de abril de 2015                                   |
| Atual ministro-chefe                                       | Gleisi Hoffmann                                      |

Secretaria de Relações Institucionais (SRI) é um órgão da Presidência da República do Brasil. Foi criado pela medida provisória nº 259, de 21 de julho de 2005 e convertida na lei nº 11.204 de 5 de dezembro de 2005. Atua nas seguintes áreas de competência:
1. Coordenação política do Governo
2. Condução do relacionamento do Governo com o Congresso Nacional e os Partidos Políticos;
3. Interlocução com os Estados, o Distrito Federal e os Municípios
4. Coordenação e secretariado do funcionamento do Conselho de Desenvolvimento Econômico e Social

Compete, ainda, à secretaria coordenar e secretariar o funcionamento do Conselho de Desenvolvimento Econômico e Social (CDES), visando à articulação da sociedade civil organizada para a consecução de modelo de desenvolvimento regulador de novo e amplo contrato social.
Teve a sua estrutura regimental e o quadro demonstrativo dos cargos definida pelo decreto nº 6.207, de 18 de setembro de 2007.
O chefe dessa secretaria tem status de ministro de Estado.
Em 7 de abril de 2015, as atribuições de relações institucionais foram transferidas para a Vice-presidência da República, na época ocupada por Michel Temer, e a secretaria foi extinta.
Em 2 de outubro de 2015 foi criada a Secretaria de Governo do Brasil (Segov) que incorporou, dentre outras atribuições, as Relações Institucionais e a articulação política com o Congresso.
Em 1 de janeiro de 2023 foi recriado por nomeação oficial de Alexandre Padilha como ministro-chefe no Diário Oficial da União.

## Ministros-chefe
| N°            | Ministro                        | Início                 | Fim                    | Presidente                |
| ------------- | ------------------------------- | ---------------------- | ---------------------- | ------------------------- |
| 1             | Jaques Wagner                   | 20 de julho de 2005    | 31 de março de 2006    | Luiz Inácio Lula da Silva |
| 2             | Tarso Genro                     | 3 de abril de 2006     | 16 de março de 2007    | Luiz Inácio Lula da Silva |
| 3             | Walfrido dos Mares Guia         | 23 de março de 2007    | 26 de novembro de 2007 | Luiz Inácio Lula da Silva |
| 4             | José Múcio                      | 26 de novembro de 2007 | 28 de setembro de 2009 | Luiz Inácio Lula da Silva |
| 5             | Alexandre Padilha               | 28 de setembro de 2009 | 31 de dezembro de 2010 | Luiz Inácio Lula da Silva |
| 6             | Luiz Sérgio Nóbrega de Oliveira | 1 de janeiro de 2011   | 10 de junho de 2011    | Dilma Rousseff            |
| 7             | Ideli Salvatti                  | 10 de junho de 2011    | 1 de abril de 2014     | Dilma Rousseff            |
| 8             | Ricardo Berzoini                | 1 de abril de 2014     | 1 de janeiro de 2015   | Dilma Rousseff            |
| 9             | Pepe Vargas                     | 1 de janeiro de 2015   | 7 de abril de 2015     | Dilma Rousseff            |
| Extinta       | Extinta                         | 7 de abril de 2015     | 7 de abril de 2015     | Dilma Rousseff            |
| Reconstituído | Reconstituído                   | 1 de janeiro de 2023   | 1 de janeiro de 2023   | Luiz Inácio Lula da Silva |
| 10            | Alexandre Padilha               | 1 de janeiro de 2023   | 10 de março de 2025    | Luiz Inácio Lula da Silva |
| 11            | Gleisi Hoffmann                 | 10 de março de 2025    | –                      | Luiz Inácio Lula da Silva |